# Luis Flores (Fußballspieler)
Luis Enrique Flores Ocaranza, bekannt als Luis Flores oder unter dem Spitznamen Lucho (span. der Kämpfer) (* 18. Juli 1961 in Mexiko-Stadt), ist ein ehemaliger mexikanischer Fußballspieler auf der Position des Stürmers, der nach dem Ende seiner aktiven Laufbahn eine Zeitlang als Fußballtrainer tätig war.

## Leben

### Verein
Luis Flores, Bruder von Ignacio Flores, kam aus dem Nachwuchsbereich des Club Universidad Nacional, bei dem er vor Saisonbeginn 1979/80 seinen ersten Profivertrag erhielt und mit dem er 1981 die mexikanische Meisterschaft und die Copa Interamericana gewann. Nach sieben Jahren bei den Pumas wechselte er in die spanische Primera División, wo er in der Saison 1986/87 für Sporting Gijón spielte. Anschließend kehrte er in seine Heimat und zu den Pumas zurück, in deren Reihen er in der Saison 1987/88 Torschützenkönig der mexikanischen Liga wurde, bevor er in der Saison 1988/89 noch einmal in Spanien – diesmal für den FC Valencia – spielte. Erneut kam er nach nur einem Jahr nach Mexiko zurück und spielte dort jeweils zwei Spielzeiten für Cruz Azul, Atlas Guadalajara und Deportivo Guadalajara.

### Nationalmannschaft
Sein Debüt im Dress der mexikanischen Nationalmannschaft am 29. November 1983 hätte kaum besser verlaufen können: beim aus Sicht der Mexikaner insgesamt enttäuschenden 4:4 gegen die Auswahl von Martinique erzielte Flores alle vier Tore für „el Tri“ und feierte somit einen Einstand der besonderen Art.
Sein letztes Länderspieltor erzielte Flores am 25. April 1993 gegen Kanada (4:0) und seinen letzten Länderspieleinsatz absolvierte er am 30. Juni 1993 beim 2:0-Sieg gegen Ecuador.
Höhepunkt seiner Länderspielkarriere war die Teilnahme an der im eigenen Land ausgetragenen Fußball-Weltmeisterschaft 1986, bei der Flores in allen drei Vorrundenspielen gegen Belgien (2:1), Paraguay (1:1) und Irak (1:0) mitwirkte und das Tor zur frühen 1:0-Führung gegen die Paraguayos erzielt hatte.

### Trainer
Nach seiner aktiven Karriere war Flores als Cheftrainer unter anderem 1996/97 bei den Pumas, 2000 bei Atlético Celaya und 2005 bei Necaxa tätig. In der Saison 2008/09 war er als Trainer beim CD Veracruz im Einsatz.

## Erfolge
- Mexikanischer Meister: 1980/81
- Copa Interamericana: 1981
- Torschützenkönig der mexikanischen Liga: 1987/88